# Anne Roussel
Pour les articles homonymes, voir Roussel.
Anne Roussel est une actrice française, née le 6 août 1960 à Albi.

## Filmographie

### Actrice

#### Cinéma
- 1981 : Un assassin qui passe de Michel Vianey : la fille au tourniquet
- 1985 : Parole de flic de José Pinheiro : l'infirmière
- 1986 : Flagrant Désir de Claude Faraldo : Evelyne Barnac
- 1987 : Les Mendiants de Benoît Jacquot : Annabelle
- 1987 : Noyade interdite de Pierre Granier-Deferre : Marie
- 1988 : Le Maître de musique de Gérard Corbiau : Sophie Maurier
- 1989 : I Want to Go Home d'Alain Resnais : La jeune femme fatiguée
- 1991 : Le Porteur de serviette (Il portaborse) de Daniele Luchetti : Juliette
- 1991 : Le Roi ébahi (El rey pasmado) d'Imanol Uribe : la reine
- 1993 : Les Marmottes d'Elie Chouraqui : Anna
- 1995 : Les Truffes de Bernard Nauer : Claire
- 1996 : Jeunes Gens de Pierre-Loup Rajot : Céramique
- 1996 : Capitaine au long cours de Bianca Conti Rossini : Marie, Jeanne
- 1997 : Saraka bô de Denis Amar : Véronique
- 1998 : Silmandé - Tourbillon de S. Pierre Yameogo
- 2002 : Des chiens dans la neige de Michel Welterlin : Marie
- 2003 : Moi et mon blanc de S. Pierre Yameogo : la prostituée du parking
- 2006 : Un printemps à Paris de Jacques Bral : Hélène

#### Télévision
- 1981 : Les Amours des années folles (série télévisée), épisode 12 Molinoff, Indre-et-Loire de Dominique Giuliani : Françoise d'Eglantier
- 1981 : Cinéma 16 (série télévisée), épisode Christophe de Gilles Legrand : Agnès Bernejoul
- 1981 : La Vie des autres (série télévisée), épisode 12 Molinoff, Indre-et-Loire de Dominique Giuliani : Annie
- 1982-1983 : La Vie de Berlioz (mini-série télévisée) de Jacques Trébouta : Nancy
- 1984 : Série noire (série télévisée), épisode Coeur de hareng de Paul Vecchiali
- 1985 : Fort bloqué (téléfilm) de Pierrick Guinard : Lily
- 1986 : Le Rire de Caïn (mini-série télévisée) de Marcel Moussy
- 1988 : Nestor Burma, Les Rats de Montsouris (téléfilm) de Maurice Frydland
- 1990 : Les Dossiers secrets de l'inspecteur Lavardin (série télévisée), saison 1, épisode 3 Le Château du pendu de Christian de Chalonge : Bernadette
- 1990 : Des voix dans la nuit, Les Mains d'Orlac (téléfilm) de Peter Kassovitz : Madame Orlac
- 1990 : Adieu mes jolies (téléfilm) de David Delrieux : Lise
- 1991 : Haute tension (série télévisée), épisode Fatale obsession de Catherine Corsini : Katherine
- 1992 : Princesse Alexandra (téléfilm) de Denis Amar et Pierre d'Hoffelize : Jeanne Barbier/Alexandra Duchesse d'Eisenstadt et Princesse de Wiskern
- 1993 : Mort à l'étage (téléfilm) de Philippe Venault : Hélène
- 1995 : Eté brûlant (téléfilm) de Jérôme Foulon : Katia
- 1996 : L'Histoire du samedi (série télévisée), épisode La Guerre des moutons de Rémy Burkel : Alexandra
- 1997 : Commissaire Moulin (série télévisée), épisode Lady in Blue de Denis Amar : Véra
- 1997 : Maigret (série télévisée), épisode Maigret et l'enfant de chœur de Pierre Granier-Deferre : Hélène
- 1997 : Un et un font six (série télévisée), épisodes 1 et 2 : Isabelle
- 1999 : Tre Addii (téléfilm) de Mario Caiano : Mara Bruni
- 1999 : Mai con i quadri (téléfilm) de Mario Caiano : Mara Berni
- 2000 : Vérité oblige (série télévisée), épisode 3 La Loi du silence de Claude-Michel Rome : Marie Berthaux
- 2001 : Helicops (Helicops - Einsatz über Berlin) (série télévisée), saison 2, épisode 13 Geldgier : Ellen Krug
- 2002 : La Vie devant nous (série télévisée), épisode 16 Saint Valentin : Barbara
- 2002 : Les Enquêtes d'Eloïse Rome (série télévisée), saison 2, épisode 1 D'une valeur inestimable d'Edwin Baily : Alicia
- 2002 : Marc Eliot (série télévisée), saison 3, épisode 3 La Rançon de l'amour de Denis Amar : Valérie Saddoun
- 2002-2003 : Avocats & associés (série télévisée), 4 épisodes : Marie Rousseau
- 2003 : Sami (série télévisée), épisode 3 Asile de Patrice Martineau : Isabelle Mallet
- 2003 : Femmes de loi (série télévisée), saison 3, épisode 4 Crime passionnel de Laurent Carcélès : Florence Coquet
- 2004 : Lumière (téléfilm) d'Amaury Voslion
- 2006-2009 : Equipe médicale d'urgence (série télévisée), 5 épisodes : Gabrielle Peyrac
- 2008 : Femmes de loi (série télévisée), saison 8, épisode 5 Meurtre ascendant scorpion de Gérard Cuq : Constance de Berg
- 2009 : Le Juge est une femme (série télévisée), saison 14, épisode 2 L'Homme en blanc de Denis Amar : Nadège Lardenois
- 2015 : Flic tout simplement (téléfilm) d'Yves Rénier : la mère de Pauline Mangin

### Réalisatrice et scénariste
- 1990 : Lily veut qu'on l'aime (court métrage)

## Théâtre
- 1980 : La Colonie pénitentiaire d'après Franz Kafka, mise en scène Jean-Pierre Klein[2]
- 1981 : À Memphis, il y a un homme d'une force prodigieuse de Jean Audureau, mise en scène Henri Ronse
- 1982 : Dell'inferno de Bernard Pautrat, mise en scène André Engel
- 1983 : Le Marchand de Venise d'après William Shakespeare, mise en scène Saskia Cohen-Tanugi
- 1988 : Et puis j'ai mis une cravate et je suis allé voir un psychiatre de Jean-Claude Sussfeld et Jean-Pierre Carasso[3], d'après Howard Buten, mise en scène Liza Viet
- 1998 : Turbulences d'Éric Assous, mise en scène Jacques Décombe